# Birmânia nos Jogos Olímpicos de Verão de 1956
A Birmânia (atual Myanmar) participou dos Jogos Olímpicos de Verão de 1956 em Melbourne, na Austrália, e em Estocolmo, na Suécia. Nesta participação, o país não conquistou nenhuma medalha.